# Mary Soames

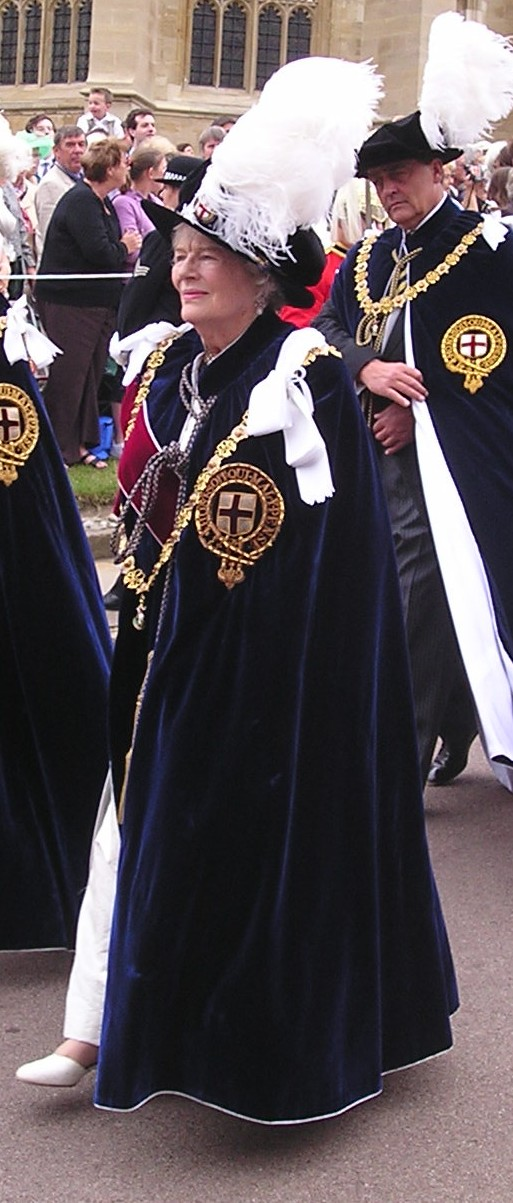
Lady Soames w stroju Damy Orderu Podwiązki

Mary Soames, baronowa Soames (ur. 15 września 1922 w Chartwell, zm. 31 maja 2014 w Londynie), urodzona jako Mary Spencer Churchill, najmłodsze dziecko premiera Wielkiej Brytanii Winstona Churchilla i Clementine Hozier, córki Henry’ego Hoziera. Wdowa po polityku Christopherze Soamesie.
Dzieciństwo spędziła w Chartwell House w Kencie. Wykształcenie odebrała w Manor House w Limpsfield.
Służyła w Czerwonym Krzyżu i Ochotniczej Służbie Kobiet w latach 1939–1941. Później wstąpiła do Ochotniczej Służby Terytorialnej. Pracowała w Londynie, Belgii i w Niemczech. Towarzyszyła również swemu ojcu jako adiutant podczas jego podróży zagranicznych. Uczestniczyła m.in. w konferencji w Poczdamie, gdzie poznała Harry’ego Trumana i Józefa Stalina.
Mary Churchill była członkinią wielu organizacji – m.in. International Churchill Society, Churchill Houses, Church Army oraz zasiadała w Radzie Royal National Theatre.
11 lutego 1947 r. poślubiła polityka Christophera Soamesa (późniejszego barona Soames) (12 października 1920 – 17 września 1987), syna kapitana Arthura Soamesa i Hope Woodbine. Christopher i Mary mieli trzech synów i dwie córki:
- Arthur Nicholas Winston Soames (ur. 12 lutego 1948), polityk Partii Konserwatywnej
- Emma Mary Soames (ur. 6 września 1949), żona Jamesa MacManusa
- Jeremy Bernard Soames (ur. 25 maja 1952), ożenił się z Susanną Keith
- Charlotte Clementine Soames (ur. 17 lipca 1954), żona Alexandra Hambro i Williama Peela, 3. hrabiego Peel
- Rupert Christopher Soames (ur. 18 maja 1959), ożenił się z Camillą Dunne

Lady Soames została odznaczona Krzyżem Komandorskim Orderu Łaźni za jej działalność publiczną, zwłaszcza w Rodezji. 23 kwietnia 2005 r. została mianowana Damą Orderu Podwiązki. Order otrzymała podczas uroczystej ceremonii 13 czerwca w zamku Windsor.
Była znaną pisarką i autorką popularnej biografii swojej matki Clementine Churchill wydanej w 1979 r. Wspierała również innych autorów opisujących dzieje jej rodziny, m.in. sir Martina Gilberta, który kończył rozpoczętą przez jej brata Randolpha biografię Winstona Churchilla. Wydała również zbiór korespondencji między swoimi rodzicami. Jej ostatnim dziełem był serial o zagranicznych podróżach jej ojca, emitowany w amerykańskiej telewizji.
Tytuły od urodzenia
- Miss Mary Churchill (15 września 1922 – 1945)
- Miss Mary Churchill, MBE (1945 – 11 lutego 1947)
- Mrs Christopher Soames, MBE (11 lutego 1947 – 17 maja 1965)
- The Hon. Mrs Soames, MBE (17 maja 1965 – 19 kwietnia 1978)
- The Rt Hon. The Lady Soames, MBE (19 kwietnia 1978 – 14 czerwca 1980)
- The Rt Hon. The Lady Soames, DBE (14 czerwca 1980 – 23 kwietnia 2005)
- The Rt Hon. The Lady Soames, LG, DBE (23 kwietnia 2005 – 31 maja 2014)